# Brzesko (gmina)
Brzesko – gmina miejsko-wiejska w województwie małopolskim, w powiecie brzeskim. W latach 1975–1998 gmina położona była w województwie tarnowskim.
Siedziba gminy to Brzesko.
W 2009 roku Gmina Brzesko została koordynatorem projektu Słoneczna Małopolska. Celem projektu jest pozyskanie funduszy na instalację baterii słonecznych w gospodarstwach domowych.

## Struktura powierzchni
Według danych z roku 2002 gmina Brzesko ma obszar 102,57 km², w tym:
- użytki rolne: 67%
- użytki leśne: 18%

Gmina stanowi 17,38% powierzchni powiatu.

## Demografia

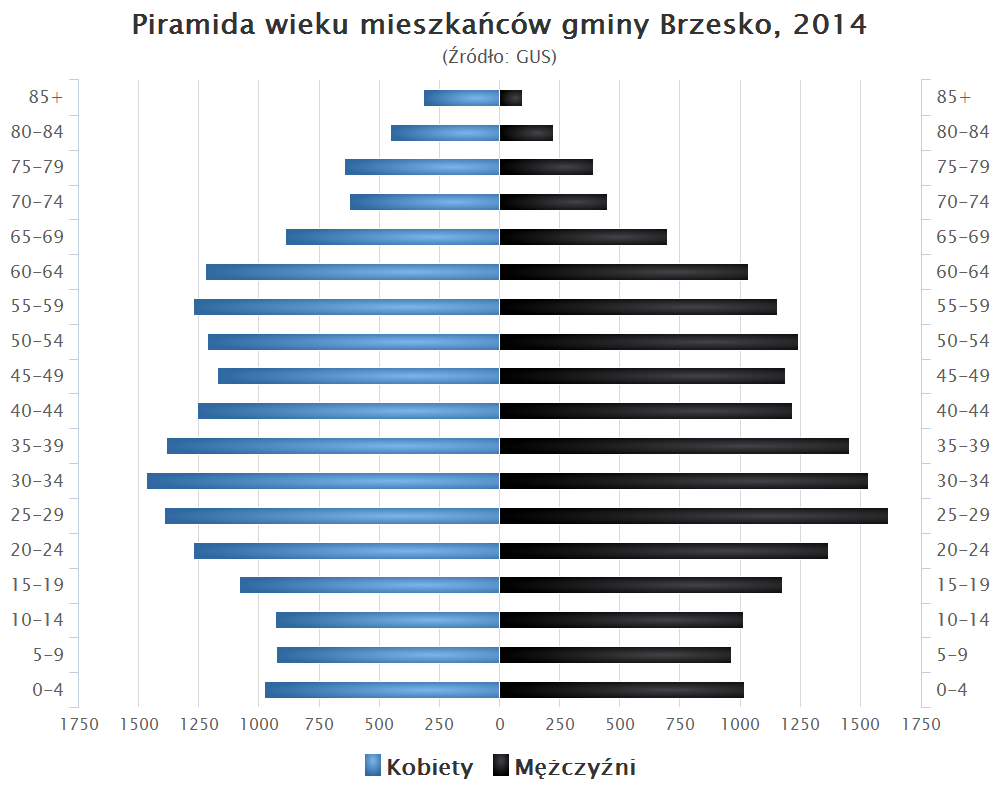
Piramida wieku mieszkańców gminy Brzesko w 2014 roku

Dane z 31 grudnia 2008:
| Opis                              | Ogółem | Ogółem | Mężczyźni | Mężczyźni | Kobiety | Kobiety |
| --------------------------------- | ------ | ------ | --------- | --------- | ------- | ------- |
| jednostka                         | osób   | %      | osób      | %         | osób    | %       |
| populacja                         | 35 664 | 100    | 17 476    | 49        | 18 188  | 51      |
| gęstość zaludnienia (mieszk./km²) | 347,7  | 347,7  | 170,4     | 170,4     | 177,3   | 177,3   |

## Wspólnoty wyznaniowe
- 8 parafii Kościoła rzymskokatolickiego;
- zbór Kościoła Bożego.

## Jednostki pomocnicze gminy
Na terenie wiejskim utworzono sołectwa odpowiadające wsiom gminy
Bucze, Jadowniki, Jasień, Mokrzyska, Okocim, Poręba Spytkowska, Sterkowiec, Szczepanów, Wokowice.
W na terenie miasta utworzono jednostki pomocnicze określane jako osiedla
Kopaliny-Jagiełły, Kościuszki-Ogrodowa, Brzezowieckie, Słotwina, Stare Miasto, Zielonka, Okocimskie.

## Sąsiednie gminy
Bochnia, Borzęcin, Dębno, Gnojnik, Nowy Wiśnicz, Rzezawa, Szczurowa